# Teresa Dzielska
Teresa Dzielska (ur. 11 maja 1977 w Limanowej) – polska aktorka telewizyjna i teatralna.
Jest (od 2000 roku) absolwentką krakowskiej Państwowej Wyższej Szkoły Teatralnej, a od 2002 roku występuje na deskach Teatru im. A. Mickiewicza w Częstochowie.
Otrzymała Nagrodę Miasta Częstochowy w dziedzinie kultury za 2019 rok.

## Życie prywatne
1 września 2009 roku urodziła córkę Maję.
W 2014 roku nagrała audiobooka na podstawie opowiadania „O Róży, która nie wierzyła w Świętego Mikołaja” autorstwa Aleksandry Gawrońskiej w ramach akcji świątecznej projektu edukacyjnego AudioCzytaki. Premiera odbyła się 17 grudnia 2014 roku.

## Filmografia

### Filmy
- 2000 – Świąteczna przygoda, jako Jo
- 2000 – Randka w ciemno
- 2002 – Kontroler (Der Kontrolleur), jako Gabrysia
- 2002 – Spotkania (Encounters)
- 2003 – Marcinelle, jako Marie Ducrot
- 2004 – Gry miłosne
- 2005 – Der Grenzer und das Mädchen, jako Agata Lesko
- 2008 – Leśne Doły, jako Weronika
- 2017 – Syn Królowej Śniegu jako policjantka

### Seriale
- 2001 – Marszałek Piłsudski odc. 1-3, jako Maria Juszkiewicz-Piłsudska (gościnnie)
- 2001 – Graczykowie, czyli Buła i spóła odc. 5, jako Agniecha (gościnnie)
- 2002 – Na dobre i na złe odc. 96, jako Kinga Wysocka (gościnnie)
- 2003 – Psie serce odc. 18 Drago, jako Jagoda Strumiłło, miłość Wiktora
- 2004 – Czego się boją faceci, czyli seks w mniejszym mieście sez. 2, odc. 10, jako Beatrycze (gościnnie)
- 2005 – Czego się boją faceci, czyli seks w mniejszym mieście sez. 3, odc. 5, jako audytorka Renata (gościnnie)
- 2006 – Pensjonat pod Różą odc. 98, 99, jako Zosia Zaworska (gościnnie)
- 2007–2012 – Barwy szczęścia, Ewelina Jakubowska  od. 1 odc. do 128 odc. / Kaja Jakubowska od 164 odc. 698
- 2008 – Kryminalni odc. 100, jako Aneta Czerwińska (gościnnie)
- 2013 – Komisarz Alex jako Lidka (odc. 31)
- 2014 – Prawo Agaty jako Renata Mann (odc. 69)

### Głosy
- 2002 – Kasia i Tomek odc. 20, jako pani kupująca psa (głos) (gościnnie)